# Eleothreptus candicans
El chotacabras aliblanco (Eleothreptus candicans), también denominado chotacabra de alas blancas, atajacaminos de alas blancas o atajacaminos ala blanca, es una especie de ave caprimulgiforme de la familia Caprimulgidae, una de las dos pertenecientes al género Eleothreptus, anteriormente situada en Caprimulgus. Es nativa del centro de América del Sur. Es un ave nocturna, rara y amenazada, de los pastizales del cerrado de la región central del continente. 

## Distribución y hábitat

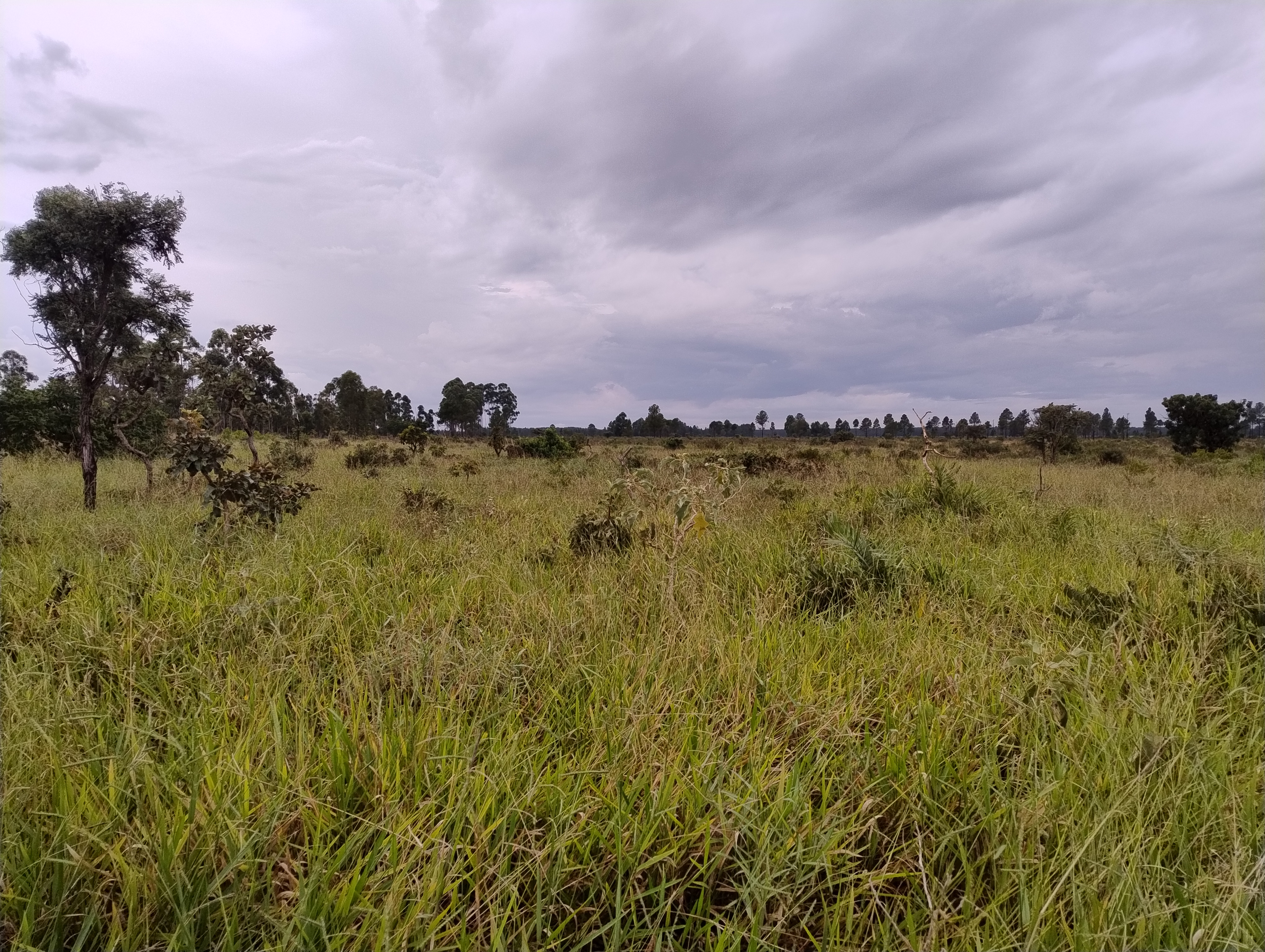
Pastizales húmedos naturales en Uberaba, Minas Gerais, Brasil, ejemplo de hábitat de la especie.

Actualmente se encuentra en unos pocos sitios del norte de Bolivia (Reserva de biosfera Estación Biológica del Beni, en Beni), centro sur de Brasil (Parque nacional de las Emas en el suroeste de Goiás y extremo noreste de Mato Grosso do Sul, y suroeste de Minas Gerais), y en el este de Paraguay (Reserva de biosfera del Bosque Mbaracayú, en Canindeyú y Laguna Blanca, en San Pedro). Existen registros históricos en el estado de São Paulo, en el sureste de Brasil.
A pesar de escasa, esta especie es considerada localmente no poco común en sus hábitats naturales: los pastizales abiertos con árboles y arbustos dispersos (p .ej. Tabebuia caraiba y Anadenanthera spp.), sabanas secas y cerrados abiertos con arbustos dispersos, palmeras, montículo de termitas y hormigueros. También en pastizales en regeneración después de quemados. Evita áreas con pastos altos. Es una especie de tierras bajas, entre 170 y 1000 m de altitud.
De las muchas especies (más de 15) de caprimúlgidos en Paraguay, el chotacabras aliblanco es el más raro. Tiene parches blancos en sus alas y cola, pero de un blanco puro.

## Estado de conservación
El chotacabras aliblanco había sido calificado como amenazado de extinción por la Unión Internacional para la Conservación de la Naturaleza (IUCN) hasta el año 2019, cuando fue re-calificado como vulnerable debido a que su población total es muy pequeña, estimada entre 600 y 1700 individuos maduros, y conocida por apenas cinco localidades. Sin embargo, es bien posible que sea encontrada en otros sitios y su población tenga que ser revisada para mayor. Las principales amenazas causadoras de la pérdida de hábitat son el pastoreo, los pastizales exóticos invasivos, los regímenes de quemadas inapropiados y la conversión para plantaciones de Eucalyptus, pastajes, soja y otros cultivos para exportación. Algunas de las localidades de la especie se encuentran en áreas bien protegidas.

## Descripción
Mide en promedio 22 cm de longitud. Presenta dimorfismo sexual. El macho es de color marrón grisáceo claro por arribade s, negro en la corona y la face, con una banda ocular y bigotes blancos; presenta pintas negras en las escapulares; la cola es blanca por abajo con las plumas centrales grisáceas por arriba. La gaarganta es marrón, el pecho pardo ferruginoso y la barriga blanca. En vuelo se puede observar una gran área blanca en las alas, con las puntas negras; las primarias son curvadas. La hembra es parda, con las alas sin blanco ni puntas negras.

## Comportamiento
A diferencia de otras especies emparentadas (Nyctidromus albicollis y Caprimulgus rufus), no tiene un reclamo potente audible a larga distancia, sino que el macho ejecuta intrincados vuelos sobre una pequeña área -i.e. un bajo montículo plano de suelo desnudo- exhibiendo su brillante plumaje blanco. Y se acompaña por un sonido bajo, como un croar de sapo, producido por la turbulencia del aire a través de sus plumas externas de las alas. Así, con esta combinación de señas visuales y vocales, el macho atrae a su potencial casal al sitio. 
Otra excepción de esta sp. es la hembra incubando sola los dos huevos y también cuida de los pichones. En las otras spp., ambos cuidan de puesta y de pichones. 
Es importante resaltar que el atajacaminos es un ave autóctona con hábitos nocturnos y crepusculares que habita en parches de bosque nativo que presentan áreas abiertas entre los árboles (tipo parque). Su nombre vulgar está dado porque se lo encuentra durante la noche en las orillas de los caminos rurales y cuando pasa un vehículo se lo puede ver en el haz de luz de los focos cazando insectos, distinguiéndose sus ojos rojos en la noche.
Su vuelo es errático, muy rápido, quebrado y silencioso, su espacio aéreo va del ras del piso al metro y medio de altura aproximadamente, espectro en el que cazan todo tipo de insecto para alimentarse.
Anidan en el suelo, construyen un nido simple con ramas debajo de arbustos, ponen dos huevos de color marrón con manchas. Durante el día permanece inmóvil en el suelo o ramas, en posición horizontal, es un ave que se mimetiza con su entorno. Además, cada una de las especies tiene un canto distintivo a través del cual se comunican.
Estos pájaros se caracterizan por tener una cabeza grande, patas, pico y cuello corto, boca ancha y rodeada de vibrisas, sus alas y cola son largas.

## Sistemática

### Descripción original
La especie E. candicans fue descrita por primera vez por el ornitólogo austríaco August von Pelzeln en 1867 bajo el nombre científico Stenopsis candicans; su localidad tipo es: «Irisanga, São Paulo, Brasil».

### Etimología
El nombre genérico femenino «Eleothreptus» se compone de las palabras del griego «helos» que significa ‘pantano’, y «trephō» que significa ‘que prospera’; y el nombre de la especie «candicans», en latín significa ‘blancuzco’.

### Taxonomía
Es monotípica. Por mucho tiempo la presente especie estuvo situada en el género Caprimulgus —y hasta considerada conespecífica con Caprimulgus cayennensis—, hasta que varios estudios filogenéticos demostraron cabalmente que estaba hermanada con la especie Eleothreptus anomalus, el chotacabras pantanero, por lo que fue transferida al género Eleothreptus. Este cambio taxonómico fue aprobado en la Propuesta No 522 al Comité de Clasificación de Sudamérica (SACC). Algunos de esos estudios sugieren que el género Eleothreptus está embutido dentro de un género Hydropsalis ampliado; sin embargo, estudios más recientes, de 2023, refuerzan el mantenimiento de la presente y E. anomalus en el presente género.